# Ludwig Müller (Leichtathlet)
Ludwig „Lud“ Müller (* 25. Januar 1932 in Wesel; † 26. Januar 2022 in Kassel) war ein deutscher Leichtathlet.

## Held von Augsburg
Müller wurde als „Held von Augsburg“ bekannt, als er am 20. und 21. September 1958 im Augsburger Rosenaustadion beim Länderkampf gegen die UdSSR überraschend die 5000 und 10.000 Meter gewann. Seine Zeiten: 14:06,8 min für die 5000 Meter am ersten Wettkampftag und 29:52,6 min für die 10.000 Meter am zweiten Tag.
Die sowjetischen Leichtathleten galten zu dieser Zeit als übermächtig. Der 115:105-Gesamtsieg des Deutschen Leichtathletik-Verbandes, der erst durch die Siege Müllers möglich wurde, galt als Sensation, und wurde mit dem Wunder von Bern gleichgesetzt. Bei den vier Wochen zuvor ausgetragenen Leichtathletik-Europameisterschaften 1958 hatte die Sowjetunion die Nationenwertung noch klar gewonnen.
Für Müller war es sein „größtes sportliches Erlebnis. Es ist und bleibt mir genauso viel wert wie ein Olympiasieg oder Weltrekord“. Für seine Leistung bekam er auch den Beinamen „Russen-Schreck“.

## Sportliche Erfolge
Ludwig Müller wurde zwischen 1955 und 1966 55-mal ins Nationalteam berufen. Bei den Olympischen Spielen 1960 in Rom wurde er trotz einer Achillessehnenreizung Sechster in der Disziplin 3000 Meter Hindernis. Er errang sechs deutsche Meistertitel, sechs Vizemeisterschaften und vier 3. Plätze bei deutschen Meisterschaften.

### Deutsche Meistertitel
- 1958: 5000-Meter-Lauf
- 1959: 3000-Meter-Lauf (Halle), Waldlauf
- 1960: Waldlauf
- 1963: 3000-Meter-Hindernislauf
- 1964: Waldlauf Mannschaftswertung mit dem KSV Hessen Kassel

## Persönliches
Ludwig Müller wuchs in Wesel auf. Sein Vater kehrte erst 1955 aus der Kriegsgefangenschaft zurück, seine Mutter wurde im Krieg schwer verletzt und war ein Pflegefall. Müller lebte einige Jahre in einem Waisenhaus. Erst mit 21 Jahren begann der damalige Fußballer mit dem Laufen, nachdem er aufgrund einer Handgreiflichkeit mit einem Schiedsrichter während eines Spiels für ein Jahr gesperrt worden war.
Müller war gelernter Maurer. Nach seinem Wechsel nach Kassel erhielt er eine Anstellung als Baukontrolleur bei der Stadt und machte nebenbei eine Ausbildung zum Masseur. Er war dann als Bauleiter beim Tiefbauamt in Kassel beschäftigt. Als Masseur betreute er lange Zeit die Fußballer des KSV Hessen Kassel und 1972 bei den Olympischen Spielen in München die deutsche Ringernationalmannschaft, nachdem er seinen Plan, beim dortigen Marathonlauf anzutreten, nicht hatte verwirklichen können.
Er startete bis 1959 für den Weseler TV, 1960 und 1961 für den FSV Frankfurt und ab 1962 für den KSV Hessen Kassel.
Ludwig Müller starb im Januar 2022, einen Tag nach seinem 90. Geburtstag. Er war sechzig Jahre lang mit seiner Frau Karin, die er 1959 bei einem Leichtathletik-Sportfest im Berliner Mommsenstadion kennengelernt hatte, verheiratet und lebte zuletzt in Bergshausen, einem Ortsteil der Gemeinde Fuldabrück südlich von Kassel.